# Instituto Atenisi

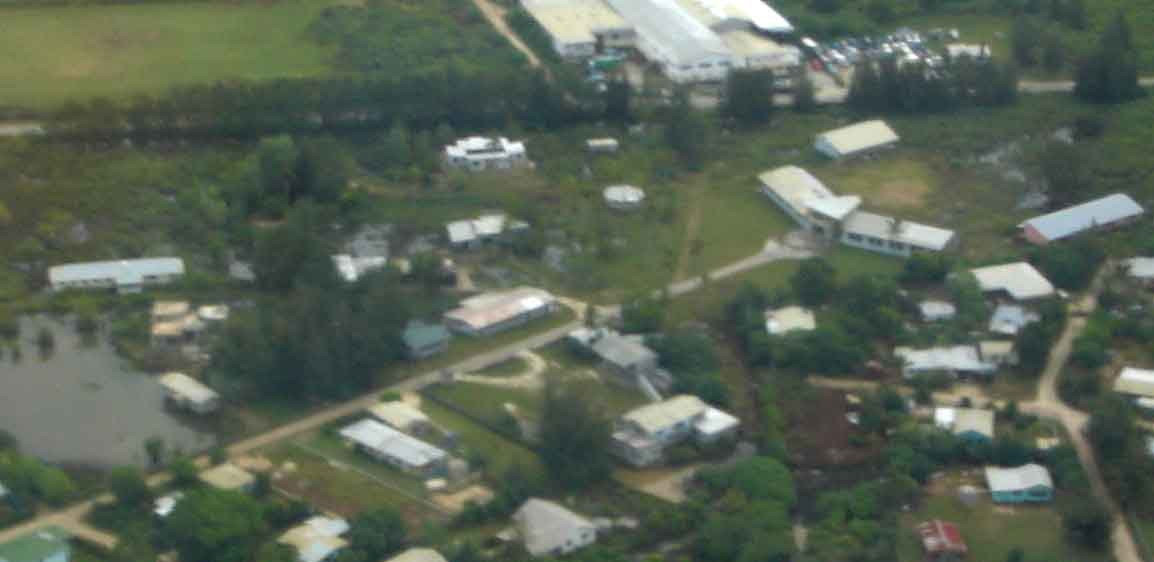
Foto aérea del instituto y sus alrededores.

El Instituto 'Atenisi está ubicado en el Reino de Tonga y comprende la Universidad de 'Atenisi y la Fundación de 'Atenisi para las Artes Escénicas. 'Atenisi en tongano significa Atenas, la capital de Grecia. El instituto, fundado por el filósofo, historiador y educador, Futa Helu (1934–2010), comenzó como un programa de educación continua para funcionarios públicos, luego inició una escuela secundaria en 1964 (ahora operada de forma independiente por ACTS Community Schools) y una universidad en 1975.
El Instituto 'Atenisi fue inicialmente una escuela nocturna en el centro de la ciudad que ofrecía educación continua a los funcionarios públicos, evolucionando a una escuela secundaria diurna en 1964. En 1966, Helu inscribió la escuela secundaria de ʻAtenisi en el gobierno y al final de ese año arrendó un terreno de 6,5 hectáreas en Tufuenga, un distrito occidental en la capital tongana de Nukualofa. La parcela está, de hecho, por debajo del nivel del mar y los estudiantes a menudo hablan del pantano en lugar del campus. A finales de 1975, una pequeña universidad se unió a la escuela secundaria en el sitio, su primer bachillerato en artes se otorgó en 1980, y algunos años más tarde se graduó en ciencias. En la década de 1990, se otorgaron algunos títulos de maestría en artes, e incluso un doctorado, en colaboración con universidades de Australia y Nueva Zelanda.

## Secundaria 'Atenisi
En la década de los sesenta no había muchas escuelas secundarias en Tonga, y las pocas que se prestaban para una élite económica o académica. Para llenar el vacío, la escuela secundaria de ʻAtenisi asumió una postura populista, ofreciendo educación económica e innovadora. Sin embargo, los estándares académicos eran altos; por ejemplo, mientras que otras escuelas se conformaron con el modesto programa de estudios de Nueva Zelanda, ʻAtenisi eligió el programa de estudios más desafiante de Nueva Gales del Sur, Australia.
Las décadas de 1970 y 1980 fueron el apogeo de la escuela secundaria, en un punto que atrajo a unos 800 estudiantes; sin embargo, la inscripción comenzó a disminuir en la década de 1990 ante la competencia de más de una docena de escuelas secundarias establecidas por el gobierno u organizaciones religiosas. Para el año 2005, las cuotas escolares ya no eran suficientes para cubrir los costos. La escuela se vio obligada a cerrar en 2006, pero reabrió sus puertas en 2007 antes de cerrarse definitivamente a fines de 2009.

## Fundación de 'Atenisi para las Artes Escénicas
Desde finales de la década de 1980, la Fundación ʻAtenisi para las Artes Escénicas (AFPA) ha sido un componente del instituto, con la misión de preservar la música y la danza de la cultura tradicional de Tonga, así como capacitar a músicos en la música clásica europea. La fundación es ampliamente considerada en Tonga como un tesoro nacional. Su soprano estrella, 'Atolomake Helu, ha actuado en los ayuntamientos de Sídney y Auckland. Durante un tiempo, la AFPA realizó regularmente giras en el extranjero, realizando fragmentos clásicos y operísticos europeos junto con la faiva tradicional de Tonga.

## Universidad 'Atenisi
La universidad en el Instituto Atenisi se estableció siete años después de que la Universidad del Pacífico Sur abriera su campus en Tonga. Sin embargo, la escuela era única por ser la única universidad de financiación privada en las islas del Pacífico Sur y, por lo tanto, autónoma de cualquier iglesia o gobierno. Esto fue tanto una ventaja como una desventaja. La ventaja era que la universidad podía entrenar libremente el pensamiento crítico, en lugar de obligar a los estudiantes a ajustarse a la obediencia burocrática o al dogma religioso. La desventaja era que la universidad rara vez recibía fondos de cualquiera de las fuentes mencionadas anteriormente, lo que generalmente lo condenaba a un presupuesto austero únicamente apoyado por tarifas de matrícula modestas.
Debido a que la universidad consideraba que el método del pensamiento era su prioridad pedagógica, la filosofía se consideraba su curso más importante; La facilidad con el idioma inglés y la apreciación de la literatura inglesa fue un segundo objetivo clave. Además, la universidad ofreció cursos básicos en ciencias naturales, ciencias sociales, artes y humanidades. Debido a su reputación de rigor, a la mayoría de los estudiantes de la Universidad de 'Atenisi les resultó relativamente fácil obtener becas para graduarse en escuelas de Nueva Zelanda, Australia y los Estados Unidos.

## Reducción y renovación
En los primeros años de la universidad, su énfasis en la filosofía era popular entre los agricultores independientes de Tonga: sus hijos podrían regresar a sus modestas plantaciones y mostrar el aprendizaje clásico en el faikava de fin de semana (círculos de kava tradicional). Sin embargo, debido a la creciente presión por el éxito vocacional entre la clase media urbana de Tonga, solo los estudiantes más talentosos siguen atraídos por el credo clásico de 'Atenisi. Esto ha llevado a una disminución en la matrícula que, frente a la capacitación terciaria cada vez más viable en Tonga y en el extranjero, limita la pequeña universidad que Futa Helu construyó.
Presumiblemente sufriendo de la enfermedad de Alzheimer, Futa Helu se retiró como director del instituto y decano de su universidad en 2007. Desde 2008 ha habido una considerable rotación en la administración. Al principio, su hija Sisiʻuno asumió el cargo de directora del instituto en 2008, seguida por su hijo Niulala en 2009, y Sisiʻuno regresó en 2010. La gerencia de la universidad también experimentó un cambio de personal, con el Dr. Michael Horowitz asumiendo el cargo de decano desde 2008 hasta 2010 por la Dra. Marilyn Dudley-Flores en 2011–2012. El Dr. ʻOpeti Taliai, un antropólogo tongano que tiene un Ph.D. de la Universidad de Massey, así como un título universitario de ʻAtenisi, se desempeñó como decano de 2013 a 2014; Anteriormente había enseñado lingüística en el instituto. Pero después de promover una novela aclamada a nivel regional publicada en Nueva Zelanda, el Dr. Horowitz regresó como decano en 2015.
Con la adhesión del Partido de la Democracia en 2015, la relación de 'Atenisi con el gobierno tongano mejoró notablemente. En agosto, a la universidad se le otorgó prontamente una extensión de dos años de su registro, mientras que New Zealand Aid está considerando actualmente extender la asistencia de matrícula a sus estudiantes universitarios. En septiembre de 2015, el ministro de Finanzas, Dr. Aisake Eke, pronunció el discurso presentado en el 40 aniversario de la universidad, saludando la metodología de pensamiento crítico de 'Atenisi'.

## Documental
En agosto de 2012 se proyectó una película sobre la vida de Futa Helu y la historia de ʻAtenisi en el Festival Internacional de Cine de Nueva Zelanda, que obtuvo críticas favorables en el New Zealand Herald and Overland. El documental, Tongan Ark, fue creado, dirigido y fotografiado por Paul Janman, un antropólogo galés-kiwi y exinstructor de Atenisi. Tongan Ark se presentó en varios festivales de cine de Estados Unidos y Europa, y en 2013 se proyectó en el Canal Rialto de Nueva Zelanda como parte de una muestra de cine de Nueva Zelanda.